# Tupigea iguassuensis
Tupigea iguassuensis là một loài nhện trong họ Pholcidae. Loài này được phát hiện ở Brasil.